# Arakere, Turuvekere
Arakere là một làng thuộc tehsil Turuvekere, huyện Tumkur, bang Karnataka, Ấn Độ.